# Upham (Dakota du Nord)
Pour les articles homonymes, voir Upham.
La ville américaine de Upham est située dans le comté de McHenry, dans l’État du Dakota du Nord. Lors du recensement de 2010, sa population s’élevait à 130 habitants.

## Histoire
Upham a été fondée en 1905.

## Démographie
| 1910 | 1920 | 1930 | 1940 | 1950 | 1960 |
| ---- | ---- | ---- | ---- | ---- | ---- |
| 296  | 196  | 257  | 243  | 403  | 333  |

| 1970 | 1980 | 1990 | 2000 | 2010 | - |
| ---- | ---- | ---- | ---- | ---- | - |
| 272  | 227  | 205  | 155  | 130  | - |

## Source
- (en) Cet article est partiellement ou en totalité issu de l’article de Wikipédia en anglais intitulé « Upham, North Dakota » (voir la liste des auteurs).